# Terezija Ramírez
Terezija Ramírez (ili Tereza Ramírez; španjolski: Teresa Ramírez) bila je kraljica Pamplone iz dinastije Beni Alfons.
Njezini roditelji su bili kraljica Leona Adosinda Gutiérrez i njezin muž, kralj Ramiro II. Leonski (Ramiro II de León), sin Ordonja II. Adosinda i njen muž bili su bliski rođaci, sestrična i bratić u prvom koljenu. Ramiro je zvan „Velikim“ i „Vragom“.
Tereza je rođena 928. godine te se udala oko 943. za Garcíju Sáncheza Pamplonskog (bila mu je druga supruga).
Njihovi su sinovi bili:
- Ramiro Garcés, kralj Viguere[3]
- Jimeno Garcés